# کاپلا ماجیور
کاپلا ماجیور (به ایتالیایی: Cappella Maggiore) یک کومونه در ایتالیا است که در استان ترویزو واقع شده‌است.

## خصوصیات
کاپلا ماجیور ۱۱٫۱۳ کیلومترمربع مساحت و ۴٬۵۷۶ نفر جمعیت دارد و ۱۱۵ متر بالاتر از سطح دریا واقع شده‌است.

## خواهرخوانده
شهر زورندینگ خواهرخواندهٔ کاپلا ماجیور هست.